# Acraea banka
Acraea banka är en fjärilsart som beskrevs av Eltringham 1912. Acraea banka ingår i släktet Acraea och familjen praktfjärilar. Inga underarter finns listade i Catalogue of Life.